# Rhaphispermum
Rhaphispermum é um género botânico pertencente à família Orobanchaceae.

## Espécie
Rhaphispermum gerardioides

## Nome e referências
Rhaphispermum Benth.